# Liste der Auslandsvertretungen des Tschad

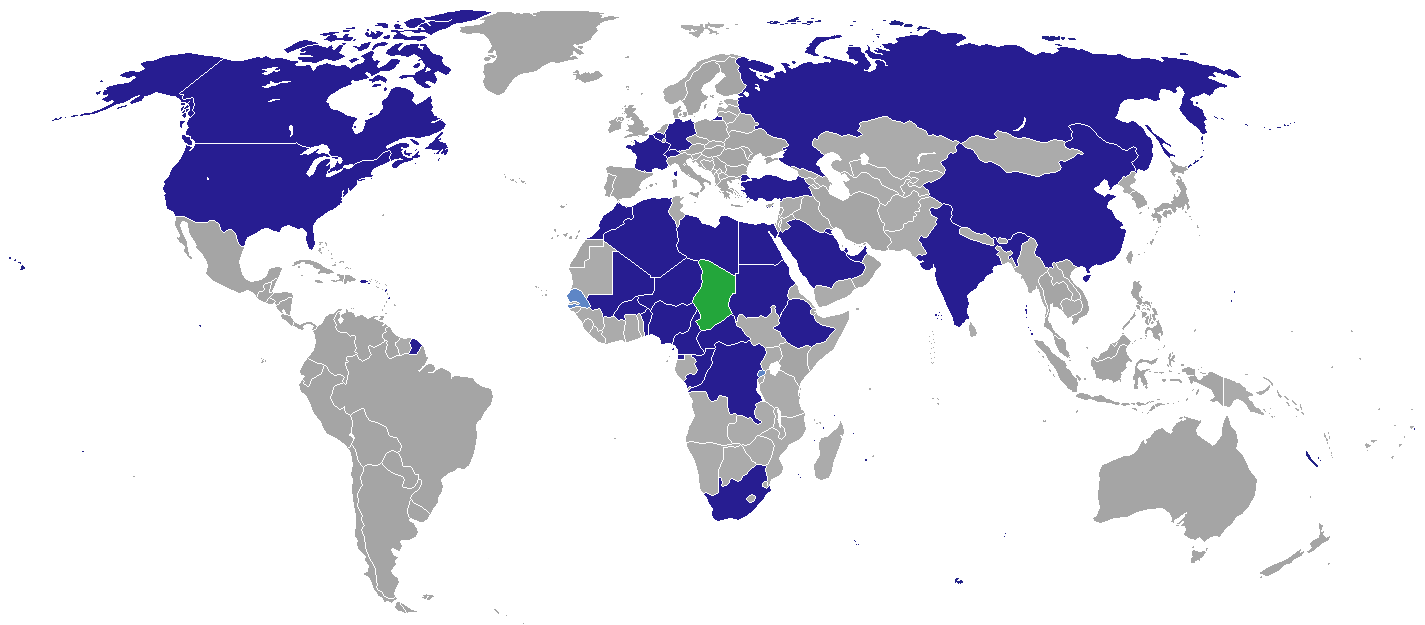
Standorte der diplomatischen Vertretungen der Republik Tschad

Dies ist eine Liste der diplomatischen und konsularischen Vertretungen der Republik Tschad.

## Diplomatische und konsularische Vertretungen

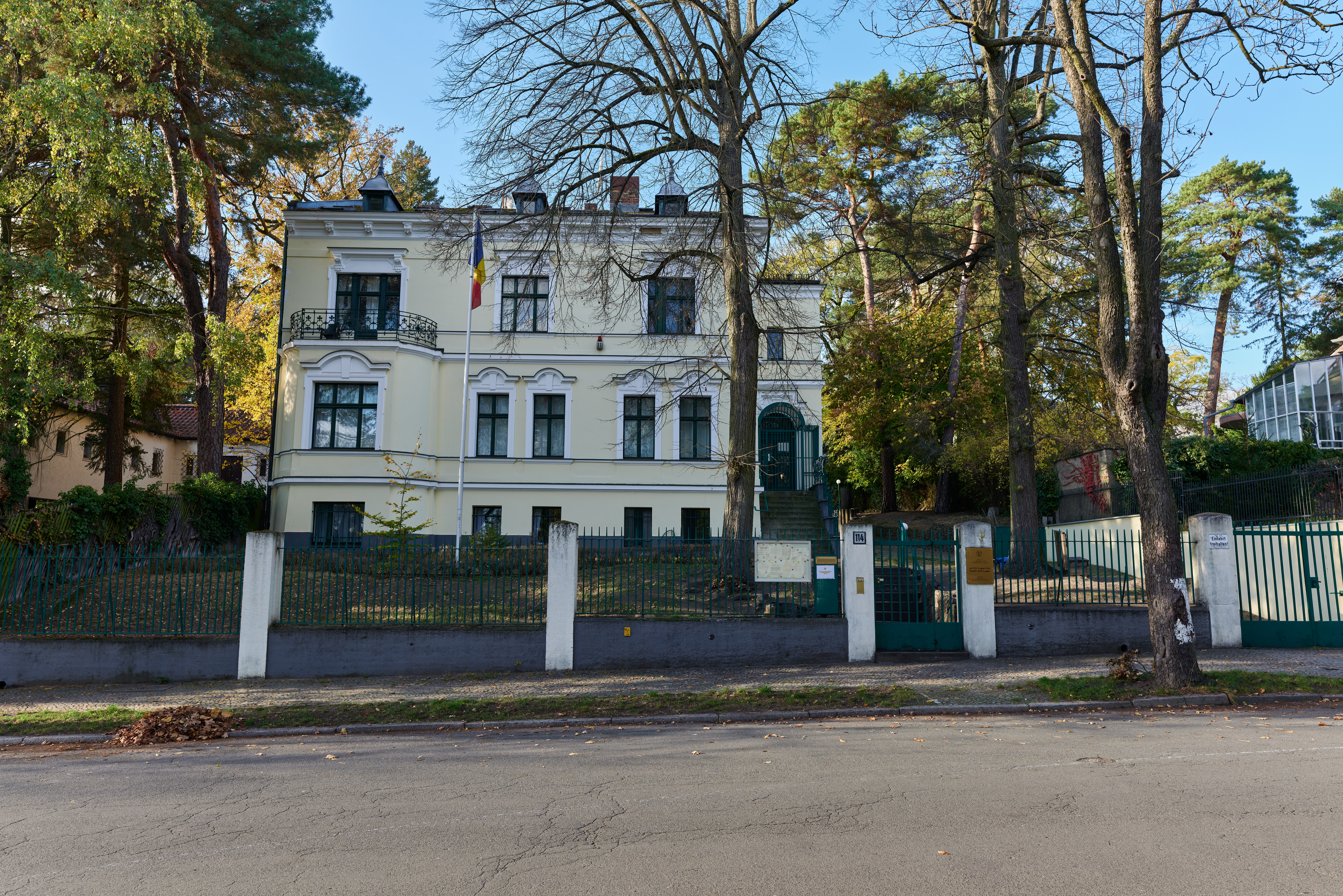
Botschaft der Republik Tschad in Berlin

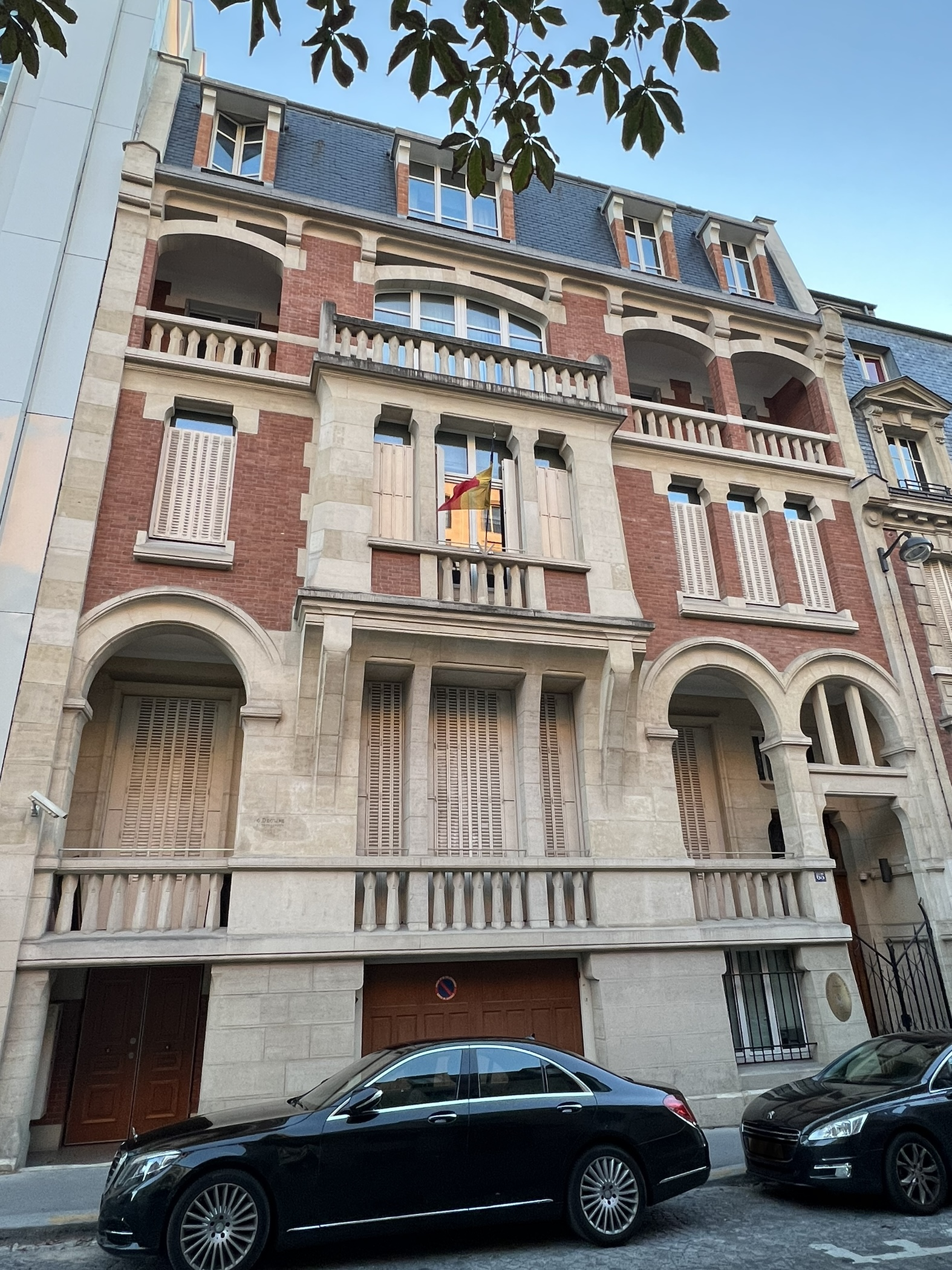
Botschaft der Republik Tschad in Paris

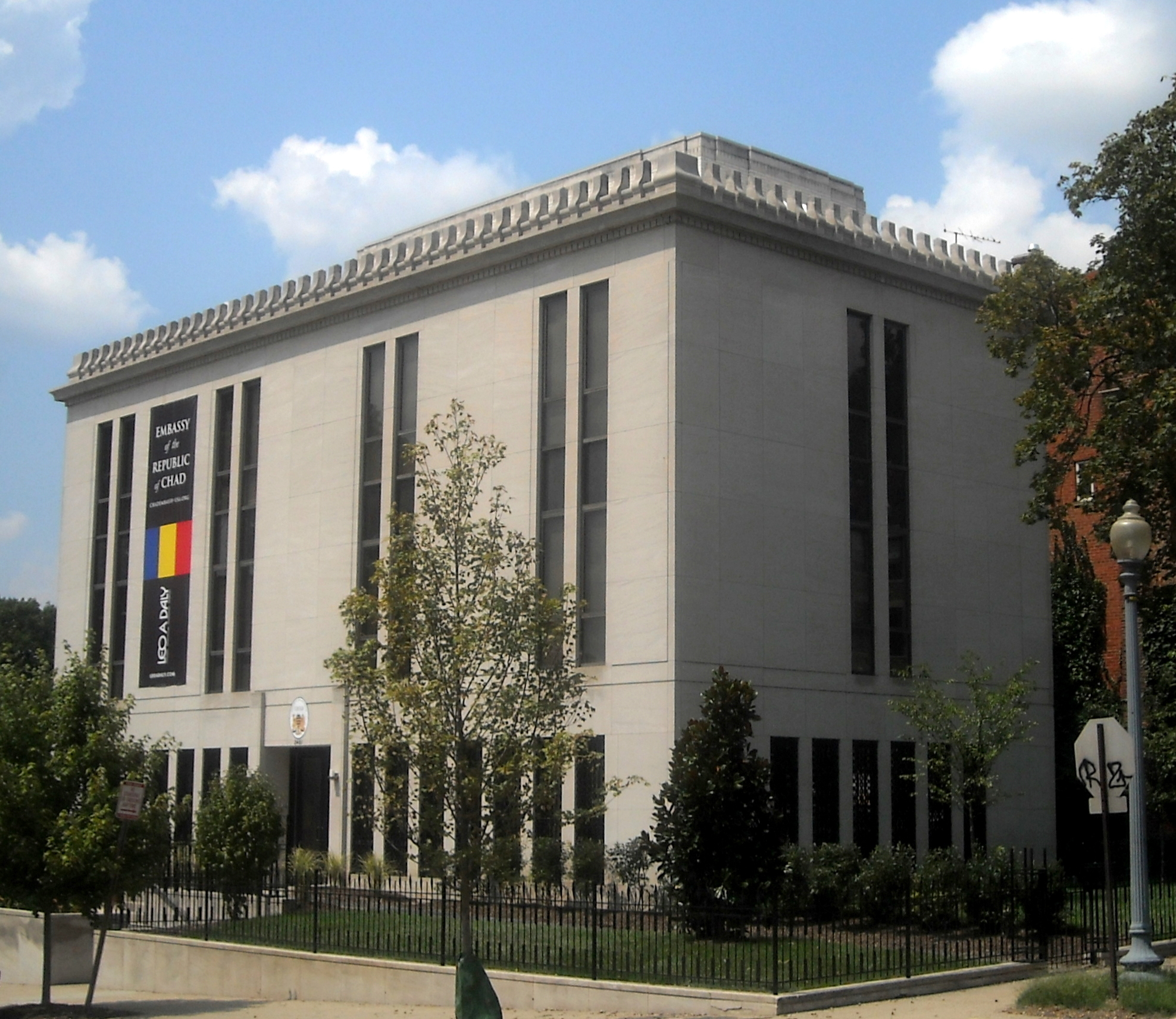
Botschaft der Republik Tschad in Washington, D.C.

### Afrika
| - Ägypten: Kairo, Botschaft - Algerien: Algier, Botschaft - Äthiopien: Addis Abeba, Botschaft - Benin: Cotonou, Botschaft - Burkina Faso: Ouagadougou, Botschaft - Demokratische Republik Kongo: Kinshasa, Botschaft - Elfenbeinküste: Abidjan, Botschaft - Kamerun: Jaunde, Botschaft | - Kamerun: Garoua, Konsulat - Libyen: Tripolis, Botschaft - Niger: Niamey, Botschaft - Nigeria: Abuja, Botschaft - Nigeria: Maiduguri, Konsulat - Südafrika: Pretoria, Botschaft - Sudan: Khartum, Botschaft - Zentralafrikanische Republik: Bangui, Botschaft |

### Asien
| - Volksrepublik China: Peking, Botschaft - Katar: Doha, Botschaft - Kuwait: Kuwait, Botschaft | - Saudi-Arabien: Riad, Botschaft - Saudi-Arabien: Dschidda, Konsulat - Vereinigte Arabische Emirate: Abu Dhabi, Botschaft |

### Europa
| - Belgien: Brüssel, Botschaft - Deutschland: Berlin, Botschaft - Frankreich: Paris, Botschaft | - Russland: Moskau, Botschaft - Türkei: Ankara, Botschaft |

### Nordamerika
- Kanada: Ottawa, Botschaft
- Vereinigte Staaten: Washington, D.C., Botschaft

## Vertretungen bei internationalen Organisationen
- Vereinte Nationen: New York, Ständige Delegation
- Vereinte Nationen: Genf, Ständige Mission
- AU: Addis Ababa, Ständige Mission
- Europäische Union: Brüssel, Mission
- UNESCO: Paris, Ständige Mission